# もっと知りたいOBC
もっと知りたいOBC（もっとしりたいOBC）は、ラジオ大阪で2011年3月頃まで放送された広報番組である。

## 主なコーナー
- かえ☆たいタイムス
  - OBCのマスコットキャラクターである"かえ☆たい"によるミニ劇場
- 気になるOBC
  - ラジオ大阪からのお知らせ
- めっちゃ聴きたいあのメロディー
  - 新曲を1曲紹介

## パーソナリティ
- 和田麻実子（ラジオ大阪アナウンサー）

## 放送時間
- 毎週日曜日 6:30〜6:45